# Décimas y centésimas
Décimas y Centésimas es un álbum de la cantante y folclorista chilena Violeta Parra, en el que presenta su autobiografía en el formato de décimas, recitadas por ella misma, acompañada de su guitarra y la de su hijo Ángel.

## Historia
Violeta escribió su autobiografía en décimas entre 1958 y 1959, contando sus andanzas por la vida, desde su pobre infancia y juventud hasta los momentos en que decidió explorar el folclore del campo chileno, y recuperar la música chilena para su apreciación y cultivo. En 1964 grabó una parte de ellas, acompañada de su hijo Ángel y ella misma en guitarra acústica. La grabación sobrevivió a Violeta y fue publicada de manera póstuma por primera vez en 1971 en un long play del sello Alerce.
La forma de narración (en "Décimas") corresponde a un formato utilizado de manera tradicional en las composiciones típicas del folclore chileno, con un lenguaje coloquial muy campesino.
Las "Centésimas", por su parte, son invención exclusiva de Violeta, como lo explica ella misma en el álbum. En sus andanzas por los campos, Violeta escuchó décimas en las que cada verso representaba un número, generalmente del 1 al 10. Las Centésimas del Alma comenzaban desde el 1, y la última que se conoce llega al 300. El trabajo (desde el 1 al 40) lo había comenzado Violeta en su canción "Veintinuo Son los Dolores", que aparece en Toda Violeta Parra, su LP de 1960. La cantautora Tita Parra, nieta de Violeta, publicó un disco donde completa las centésimas con música propia, titulado Centésimas del Alma 1998. Este disco fue reeditado como parte de la compilación Obras de Violeta Parra: Musicales, Visuales y Poéticas en 2010.
Las grabaciones de las "Centésimas" del 1 al 100 fueron realizadas por el profesor y periodista Mario Céspedes, en Concepción, sur de Chile, mientras que las del 178 al 300 son grabaciones propias de la Fundación Violeta Parra; de las "Centésimas" 101 a 178 no hay grabaciones.
En el disco se incluye un pequeño folleto explicativo con el texto completo de las "Décimas" y el de las "Centésimas".

## Lista de canciones
- Texto, lectura y guitarra acústica de acompañamiento: Violeta Parra; Guitarra acústica de acompañamiento: Ángel Parra.
- El título de las «Décimas» se corresponde con el primer verso en la mayoría de los casos.

1. «Pa' cantar de un improviso...» – 1:30
2. Conocida como «Talento Pa' Cantar» en algunas ediciones
3. «Muda, triste y pensativa...» – 2:14
4. «Pero pensándolo bien...» – 1:56
5. «Aquí presentó a mi abuelo...» – 2:00
6. «La cena ya se sirvió...» – 1:45
7. «Mas van pasando los años...» – 2:06
8. «Mi abuelo por parte'e paire...» – 1:54
9. «La suerte mía fatal...» – 2:03
10. «La alegre los duró poco...» – 2:07
11. *Conocida como «Pasando por Longaví» en algunas ediciones
12. «Presentación Centésimas del Alma...» – 1:11
13. «Centésimas del 1 al 100...» – 2:39
14. «Centésimas del 178 al 300...» – 12:31

## Ediciones
La primera edición, titulada Décimas, solo incluyó las diez primeras pistas, y fue lanzada por Alerce en un LP en 1976. El disco fue relanzado con las tres últimas pistas como bonus tracks por el mismo sello, en formato casete y CD durante 1993. Warner Music, editora de una buena parte del catálogo de Violeta, hizo una reedición del álbum en 1999, que es la que se puede encontrar hoy en las disquerías, y que tiene la misma lista de tracks que la de 1993.

## Reedición 2010
Con motivo de la reedición de una gran parte de la discografía de la folclorista en la compilación Obras de Violeta Parra: Musicales, Visuales y Poéticas lanzada durante 2010, este disco fue relanzado al mercado en formato CD, con el título de Décimas Autobiográficas, aunque con una nueva carátula.
Este disco es encabezado por un extracto de la entrevista de Mario Céspedes a Violeta Parra, que ocupaba los últimos tres tracks de la edición anterior, en el que la artista presenta y explica el trabajo desarrollado con las décimas. Las referencias a las centésimas se eliminan del disco, y forman parte del álbum Centésimas del Alma, que también pertenece a esta nueva compilación.